# Timo André Bakken
Timo André Bakken (21 marzo 1989) è un ex fondista norvegese.

## Biografia
In Coppa del Mondo esordì il 5 marzo 2008 a Drammen (53º) e ottenne l'unico podio il 14 febbraio 2015 a Östersund (3º); si ritirò durante la stagione 2017-2018. Non prese parte a rassegne olimpiche o iridate.

## Palmarès

### Mondiali juniores
- 1 medaglia:
  - 1 argento (sprint a Praz de Lys - Sommand 2009)

### Coppa del Mondo
- Miglior piazzamento in classifica generale: 44º nel 2015
- 1 podio (individuale):
  - 1 terzo posto